# Свободный Труд (Амурская область)
Свобо́дный Труд — село в Шимановском районе Амурской области России. Входит в состав Новогеоргиевского сельсовета. Основано в 1928 году.

## География
Село Свободный Труд стоит на левом берегу реки Берея (приток Амура).
Село Свободный Труд расположено к западу от города Шимановск, в 4 км севернее автодороги Шимановск — Новогеоргиевка — Саскаль. Расстояние до районного центра — 30 км.
Расстояние до административного центра Новогеоргиевского сельсовета села Новогеоргиевка — 20 км.

## Население
| 2002 | 2010 | 2012 | 2013 | 2014 | 2015 | 2016 |
| ---- | ---- | ---- | ---- | ---- | ---- | ---- |
| 182  | ↘119 | ↘103 | ↘72  | ↘44  | ↘40  | ↘33  |
| 2017 | 2018 |      |      |      |      |      |
| ↗38  | ↘32  |      |      |      |      |      |

## Улицы
- ул. Лесная,
- ул. Молодёжная,
- ул. Советская,
- ул. Хуторская,
- ул. Центральная.